# تكية الشيخ عبد الله

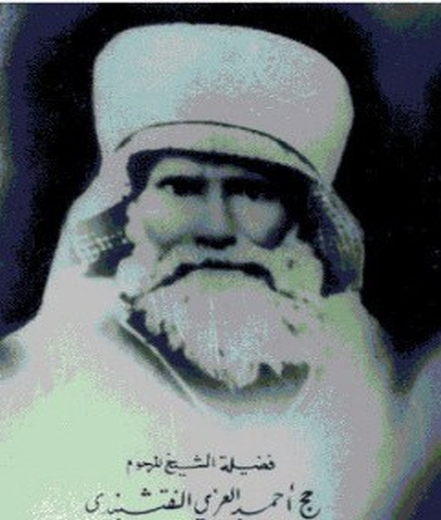
الشيخ أحمد العزي النقشبندي.

تكية الشيخ عبد الله (تكية النقشبندي الصغير) زاوية (مسجد صغير) تقع في وسط مدينة دير الزور في سورية.

## التسمية
التكيّة، هي الكلمة التركية المسايرة للخانقاه وللزاوية، وكلمة تكية نفسها غامضة الأصل وفيها اجتهادات، فبعضهم يرجعها إلى الفعل العربي «اتكأ» بمعنى استند أو اعتمد، خاصة أن معاني كلمة «تكية» بالتركية تعني الاتكاء أو الاستناد إلى شيء للراحة والاسترخاء حيث يلجأ اليها عابرو السبيل والمسافرون من القرى المجاورة، وكذلك أبناء السبيل يحطون أمتعتهم ويأكلون ويشربون وينامون ، ويعتقد المستشرق الفرنسي «كلمان هوار» أن الكلمة أتت من كلمة «تكية» الفارسية بمعنى جِلد، ويعيد إلى الأذهان، أن شيوخ الزوايا الصوفية كانوا يجعلون جلد الخروف أو غيره من الحيوانات شعارا لهم.
وقد سُمّيت التكية على اسم الشيخ عبد الله النقشبندي ابن الشيخ أحمد العزي النقشبندي (الملقب بالشيخ أحمد الصغير) والذي هاجر من كركوك في العراق إلى دير الزور وبنى التكية عام 1906 م، وقد خلفه من بعده في خدمة تكيته.

## موقعها
تقع تكية الشيخ عبد الله في شارع التكايا في مدينة دير الزور (شارع منطقة الحميديّة الرّئيسي)، وهي تبعد 300 متر على تكية الشيخ ويس وهي تشابهها من حيث القباب والأعمدة والغرف والصالة، وبناؤها من الحجر الكلسي والسهل مع الجص البلدي.

## تاريخها
تعتبر تكية الشيخ عبد الله التكية الثالثة في مدينة دير الزور من حيث القدم بعد تكية الشيخ ويس وتكية الراوي، وقد بنيت عام 1906 عدا المئذنة التي تم بنائها عام 1978 ، وقد بناها الشيخ «أحمد العزي النقشبندي الصغير»، وهي تشابه تكية الشيخ ويس من حيث نموذج القِباب والأعمدة والغرف والصالة، وبناؤها من الحجر الكلسي والسهل مع الجص البلدي، ويحتوي الحرم على محراب ومنبر وتضم التكية على ثلاث غرف يوجد في إحداها قبر الشيخ «أحمد النقشبندي» الصغير، كما يوجد فيها إيوان وفسحة لأداء الصلاة ودرج حجري للطابق الأول المؤلف من غرفتين وصالة، وقد اعتُمدت التكية من الأماكن الأثرية الإسلامية في المحافظة عام 2004 عدا المئذنة.
إن للتكايا دوراً هاماً وإيجابياً في تربية الجيل وتثبيت العقيدة الإسلامية عند الشباب، وتمتين الروابط الاجتماعية بين أهل المدينة وخصوصا في شهر رمضان، أبوابها مفتوحة دائما وبفضل أهل الخير والقائمين عليها، وهي تقدم الطعام يوميا خلال وجبتي الإفطار والسحور
.